# Yves Degen
Yves Degen is een Belgisch acteur.

## Biografie
Yves Degen speelt zowel in Nederlandstalige als Franstalige producties. In Nederlandstalige series speelt hij vaak een Franstalige zoals Druwé in Daens en Emile Francqui in In Vlaamse Velden

## Filmografie
- Daens, 1992
- Le huitième jour, 1996
- De Smaak van De Keyser, 2008
- De zonen van Van As, 2012
- In Vlaamse velden, 2014